# Semiothisa trirecurvata
Semiothisa trirecurvata är en fjärilsart som beskrevs av Swinhoe 1904. Semiothisa trirecurvata ingår i släktet Semiothisa och familjen mätare. Inga underarter finns listade i Catalogue of Life.